# Spinifex Ridge
Spinifex Ridge är en kulle i Australien. Den ligger i kommunen Derby-West Kimberley och delstaten Western Australia, omkring 1 800 kilometer nordost om delstatshuvudstaden Perth. Toppen på Spinifex Ridge är 137 meter över havet.
Trakten runt Spinifex Ridge är nära nog obefolkad, med mindre än två invånare per kvadratkilometer.. Det finns inga samhällen i närheten.
Trakten runt Spinifex Ridge består i huvudsak av gräsmarker. Genomsnittlig årsnederbörd är 667 millimeter. Den regnigaste månaden är januari, med i genomsnitt 240 mm nederbörd, och den torraste är augusti, med 1 mm nederbörd.